# Église Saint-Vincent de Champmillon
L'église Saint-Vincent de Champmillon est une église romane du XIIe siècle, situé à Champmillon, en France.

## Généralités
L'église est située dans le village de Champmillon, dans le département de la Charente, en région Nouvelle-Aquitaine, en France. Elle fait partie du diocèse d'Angoulême et la Paroisse de la Visitation sur Boëme. 

## Histoire
Une première mention de l'église en intervient en 1172 lorsqu’elle est donnée à l'abbaye Saint-Cybard d'Angoulême, qui l'intègre par la suite à un prieuré. Elle est fortifiée au XIVe siècle (présence de mâchicoulis) et subit d'importants dommages lors de guerres de religion (1568).
L'église fait l'objet de campagnes de restauration aux XIXe et XXe siècle.
Le clocheton actuel est ajouté à la structure en 1906.
L'église est classée au titre des monuments historiques par arrêté du 23 mars 1904.

## Architecture
L'église est construite en petit et moyen appareil, sur un plan allongé à 3 travées, à différentes types de voûtes (arc brisé, coupoles, anse de panier) et terminé par une abside semi-circulaire en cul-de-four. 
La façade occidentale est divisée en trois parties, séparées par deux longues colonnes, et s'élève sur 2 niveaux. Un pignon obtus surmonte l'ensemble. Sur cette façade, un portail voussuré encadré d'arcatures aveugle devant lesquels se trouvent les restes de possibles autels,. Au premier niveau, 4 arcatures aveugles reposent sur une corniche à damier,. Les chapiteaux des colonnettes du portail et des arcatures sont ornés végétaux, d'animaux et de visages d'hommes.
De gros contreforts renforcent les murs latéraux de l'église ; ces murs montrent également des traces de fortifications (mâchicoulis).
À l'intérieur, la nef est rythmée par des colonnes, dont certains chapiteaux sont ornés, et les murs sont percés de fenêtres étroites. 